# Nolltaxa i kollektivtrafik

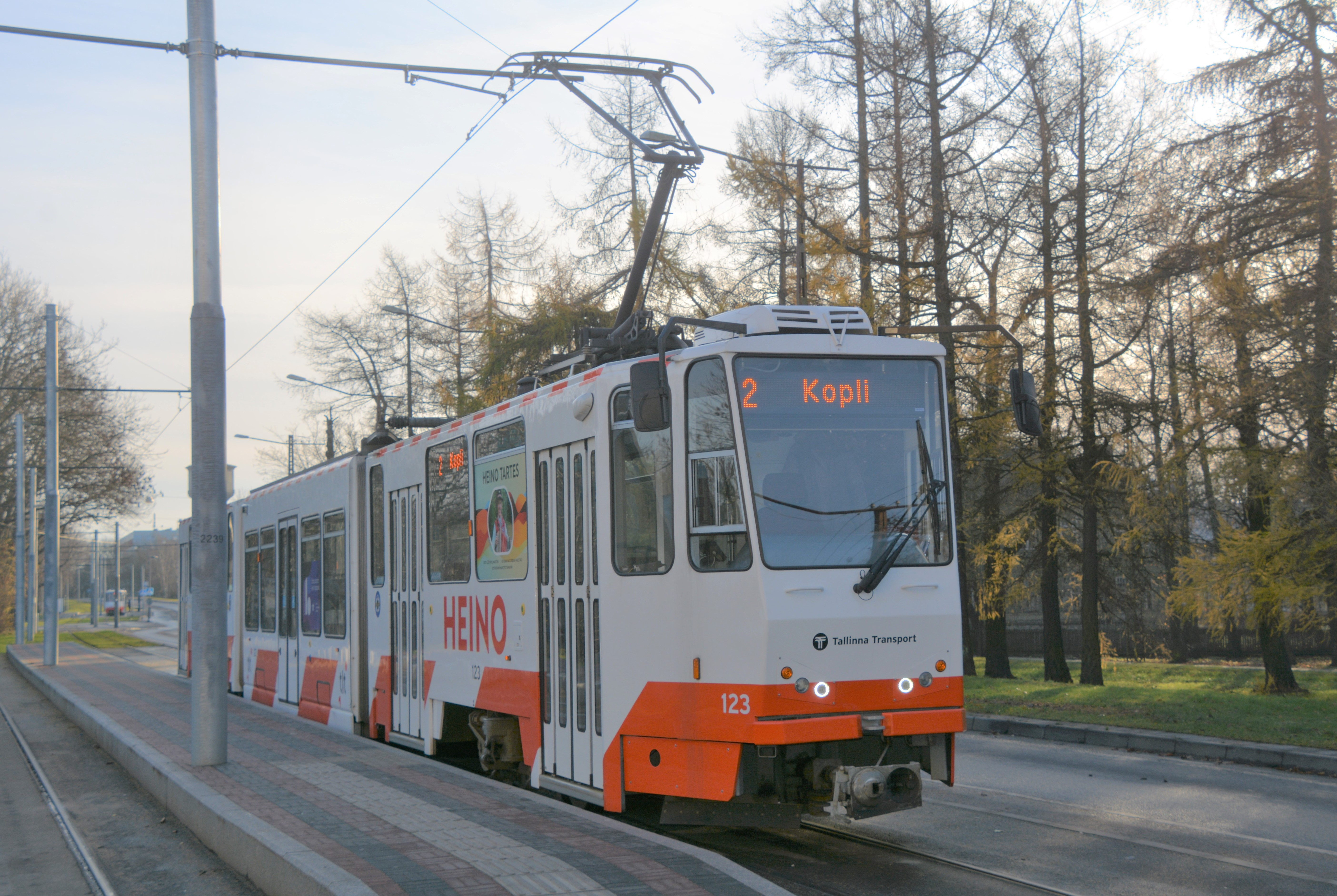
Spårvagn i Kopli i Tallinn i Estland. 2013 blev resor i kollektivtrafiken i Tallinn avgiftsfria för alla invånare i kommunen.

Nolltaxa i kollektivtrafik innebär att kollektivtrafik finansieras helt med skattemedel och att nyttjandet av densamma inte är förenad med någon kostnad för resenären relaterad till själva nyttjandet. 

## Europa
I Europa är det ett antal små och medelstora städer som infört (eller prövat) avgiftsfri kollektivtrafik. I Sverige har Sala kommun och Fagersta kommun nolltaxa på sina lokala bussar (2015). Bland större städer är det ovanligt, men Tallinn införde avgiftsfri kollektivtrafik 2013. Även Belgrad har gratis kollektivtrafik.

## Fördelar och nackdelar
Förespråkare av avgiftsfri kollektivtrafik lyfter fram miljöaspekter och ekonomisk rationalitet i sin argumentation för avgiftsfri kollektivtrafik. Syftet med avgiftsfri kollektivtrafik är att öka det kollektiva resandet och minska privatbilismen, och därmed orsaka mindre utsläpp än tidigare – vilket är bra ur miljö- och klimatsynpunkt – och att system för biljetter och kontroller och snabbare avgångar kommer spara pengar. Kritiker till avgiftsfri kollektivtrafik framför ofta ekonomiska argument om att avgiftsfri kollektivtrafik skulle öka trycket på befintlig service – vilket skulle tvinga fram en utbyggnad av kollektivtrafiken eller en prioritering inom befintlig service – och att en stor del av kollektivtrafiken idag finansieras genom biljetterna som säljs.

## Exempel på nolltaxa

### Luxemburg

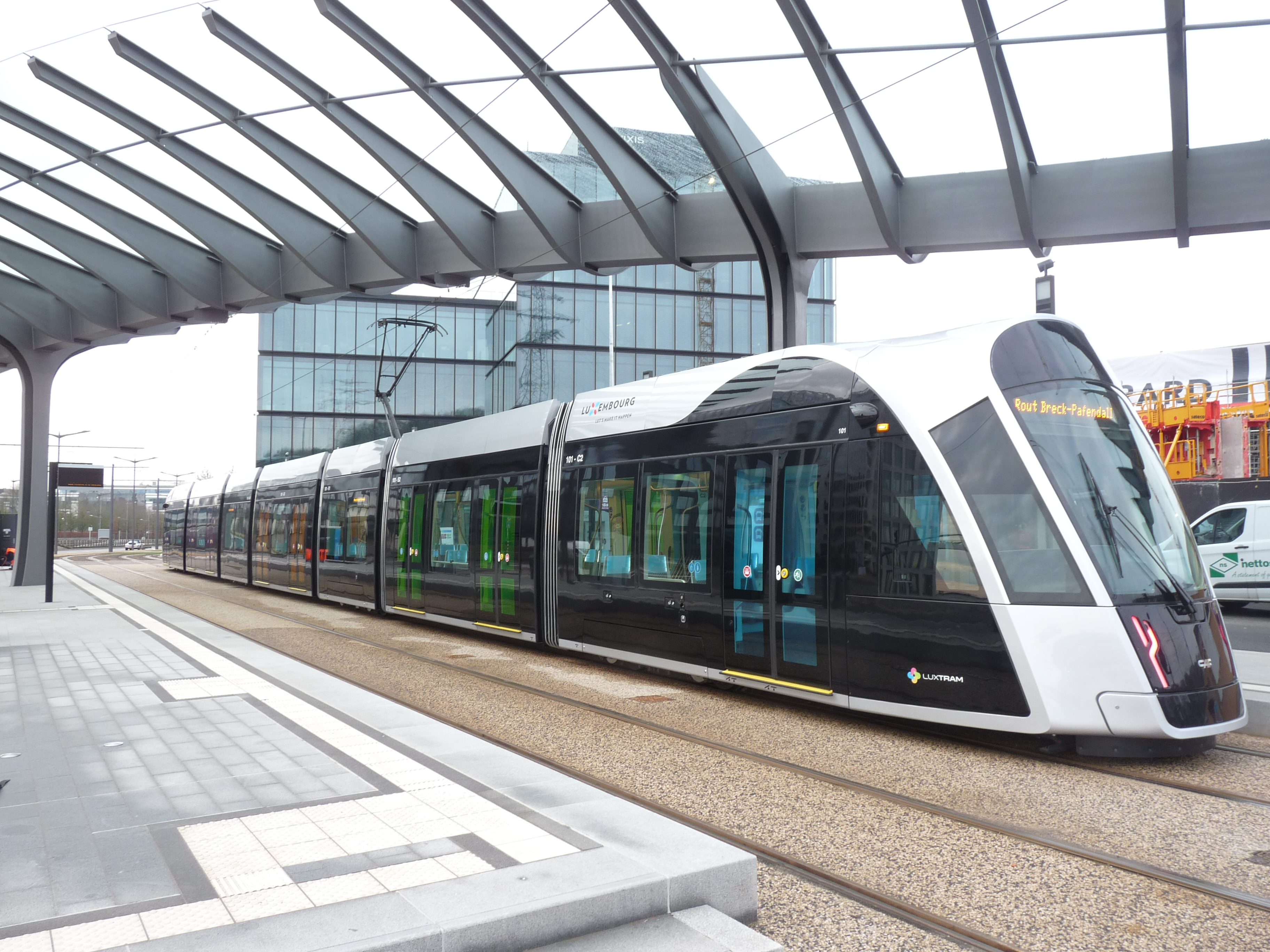
Från och med slutet av 2017 har spårvagnstrafik återintroducerats i Luxemburg.

Nolltaxa infördes för resor med kollektivtrafiken i Luxemburg, ett land med omkring 630 000 invånare, den 1 mars 2020 på tåg, bussar och spårvagnar, med undantag av första klass i tåg. Kollektivtrafiken hade redan tidigare varit kraftigt offentligt subventionerad och invånare under 20 år och studenter åkte kostnadsfritt.

### Tallinn, Estland
De som är skrivna i Tallinn åker sedan 2013 kostnadsfritt i stadstrafiken med buss, trådbuss och spårvagn i Tallinn i Estland, en stad med omkring 430 000 invånare. Nolltaxa har sedan dess också införts i 11 av 15 län i landet och diskussion sker om möjlighet att införa kostnadsfri kollektivtrafik i hela landet. Initiativet togs av Tallinns stad efter finanskrisen 2008, då det ansågs vara ett problem att många ha svårt att betala färdbiljetter.

### Hasselt, Belgien
Staden Hasselt i Belgien, med omkring 78 000 invånare, är känt för ett långvarigt projekt med avgiftsfri kollektivtrafik inom kommunen.
Hasselt införde nolltaxa för lokal busstransport 1997 för både alla kommunens invånare och besökare i staden. Nolltaxan ledde till mer omfattande kollektivtransport. I juni 1997 hade Hasselt ungefär 1 000 passagerare per dag, medan antalet 2007 var i medeltal 12 000 på 46 bussar på nio busslinjer.
År 2013 ansåg sig kommunen inte längre ha råd att ha nolltaxa för alla, utan inskränkte den till att gälla enbart för barn och ungdom under 19 års ålder.

### Tórshavn, Färöarna
De fem busslinjerna i Tórshavn på Färöarna, med omkring 12 700 invånare, har sedan 2007 nolltaxa för alla resenärer.

### Olympia, delstaten Washington, USA

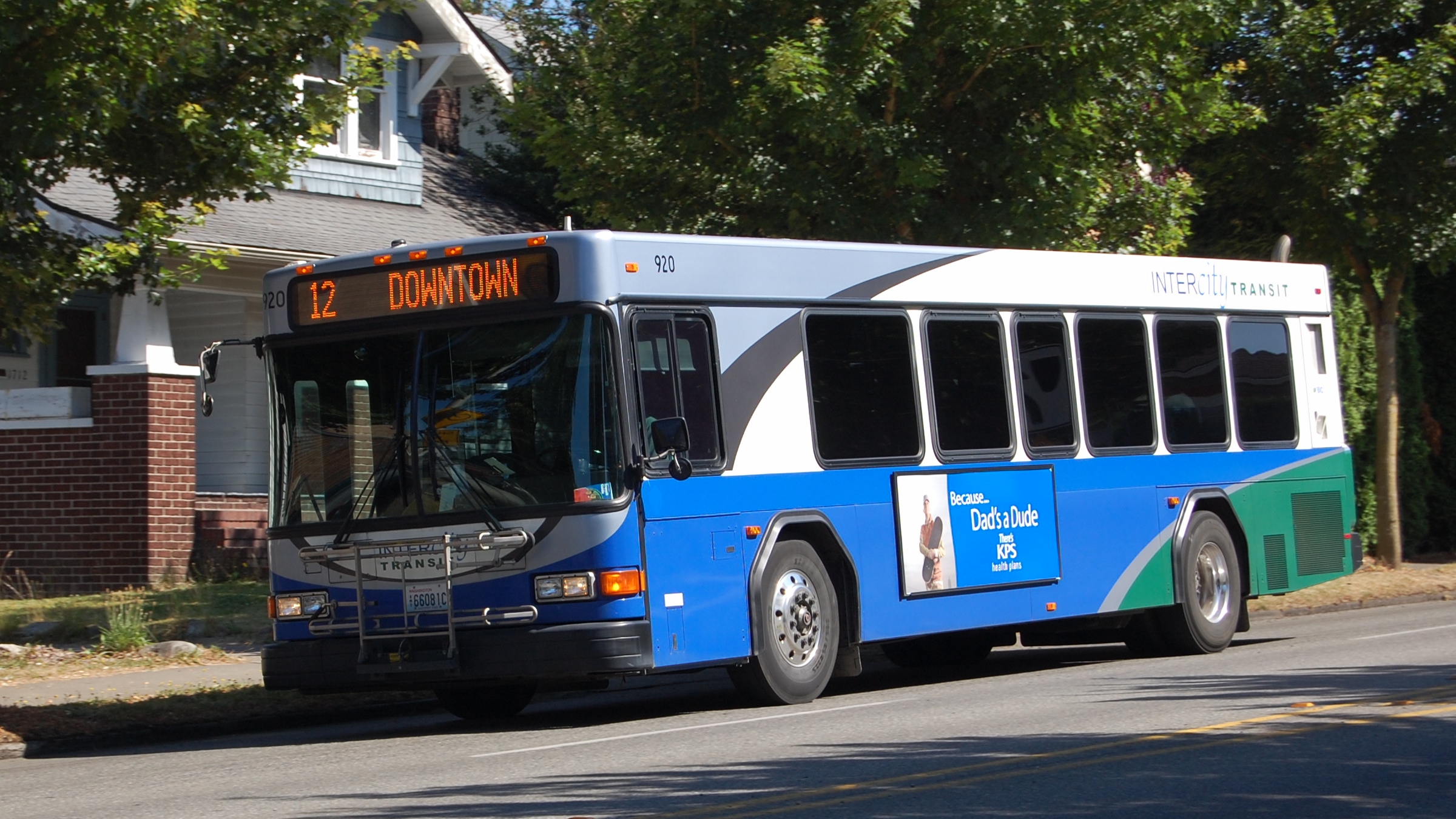
Stadsbuss av fabrikat Gillig i Olympia i USA, avgiftsfri tills vidare från 2020.

Staden Olympia i Washington i USA, med omkring 46 000 invånare (2010), införde i januari 2020 nolltaxa för kommuninvånare och besökare i sin stadstrafik inom ramen för ett pilotprojekt, vilket är tänkt att pågå under fem år.

### Akureyri, Island
Staden Akureyri på Island, med omkring 19 000 invånare, har nolltaxa sedan 2007 för kommuninvånare och besökare på sitt bussnät med sex linjer.

### Kiruna
Kiruna kommun införde år 2011 ett längre försök med mycket låga avgifter på bussar inom kommunen, med undantag av flygbussen. Försöket marknadsfördes som nolltaxa. Det så kallade Kirunakortet gav rätt till resor under ett helt år kostade 100 kronor och kunde  köpas av de som var folkbokförda i kommunen, samt barn och ungdomar som är skrivna i annan kommun men går i skola i Kiruna. Försöket upphörde augusti 2022.  När företaget Ramboll år 2016 utvärderade försöket i Kiruna konstaterades att trafiken inte var helt avgiftsfri utan istället kraftigt subventionerad för alla folkbokförda samt asylsökande i kommunen.